# Douala Stock Exchange
The Douala Stock Exchange (DSX), är den officiella handelsmarknaden för aktier och värdepapper i Kamerun. Börsen grundades i december 2001, och ligger i Douala.